# شلینز
شلینز (به آلمانی: Schlins) یک منطقهٔ مسکونی در اتریش است که در ناحیه فلدکیرش واقع شده‌است. شلینز ۶٫۰۵ کیلومتر مربع مساحت دارد ۵۰۲ متر بالاتر از سطح دریا واقع شده‌است.